# ГЕС Wúxī
ГЕС Wúxī (浯溪水电站) — гідроелектростанція у центральній частині Китаю в провінції Хунань. Знаходячись перед ГЕС Xiāngqí, входить до складу каскаду на річці Сянцзян, яка впадає до розташованого на правобережжі Янцзи великого озера Дунтін.
У межах проєкту долину річки перекрили комбінованою греблею висотою 28 метрів та загальною довжиною 1369 метрів яка включає розташовану в руслі центральну бетонну ділянку та бічні земляні секції. Вона утримує витягнуте на 54 км водосховище з об'ємом 177,8 млн м3 (корисний об'єм 21,8 млн м3) та нормальним рівнем поверхні на позначці 88,5 метра НРМ (під час повені рівень може зростати до 92,2 метра НРМ, а об'єм — до 275,6 млн м3).
Інтегрований у греблю машинний зал станції обладнали чотирма бульбовими турбінами потужністю по 25 МВт, які використовують напір від 3,5 до 13,5 метра (номінальний напір 9,7 метра) та забезпечують виробництво 396 млн кВт·год електроенергії на рік.